# Liste de salles de spectacle en France

## Capacité supérieure ou égale à10 000 places
(Les stades accueillant quelques concerts ne sont pas répertoriés dans cette liste.
Merci de ne pas les ajouter car on parle uniquement des salles qui accueillent régulièrement des concerts).
Entre parenthèses est indiqué le nom de la commune sur laquelle est édifiée la salle.
| Paris (Nanterre)          | Paris La Défense Arena                   | 40 000 places |
| Nancy (Maxéville)         | Zénith de Nancy (amphithéâtre extérieur) | 25 000 places |
| Lille (Villeneuve-d'Ascq) | Arena Pierre-Mauroy                      | 25 000 places |
| Paris                     | Accor Arena                              | 20 300 places |
| Lyon                      | Halle Tony Garnier                       | 17 000 places |
| Lyon (Décines-Charpieu)   | LDLC Arena                               | 16 000 places |
| Montpellier (Pérols)      | Sud de France Arena                      | 14 800 places |
| Liévin                    | Arena stade couvert de Liévin            | 14 000 places |
| Tours                     | Grand Hall du Parc des Expo de Tours     | 14 000 places |
| Béziers                   | Arènes de Béziers                        | 13 100 places |
| Nîmes                     | Arènes de Nîmes                          | 13 000 places |
| Arles                     | Arènes d'Arles                           | 12 500 places |
| Amnéville                 | Galaxie                                  | 12 200 places |
| Strasbourg (Eckbolsheim)  | Zénith Strasbourg Europe                 | 12 079 places |
| Brest (Guilers)           | Halle Penfeld Parc des Expo de Brest     | 12 000 places |
| Douai                     | Gayant Expo                              | 11 500 places |
| Bordeaux (Floirac)        | Arkéa Arena                              | 11 300 places |
| Toulouse                  | Zénith de Toulouse Métropole             | 11 000 places |
| Reims                     | Reims Arena                              | 10 102 places |
| Colmar                    | Théâtre de Plein Air                     | 10 000 places |
| Orléans                   | Co'Met                                   | 10 000 places |
| Bayonne                   | Arènes de Bayonne                        | 10 000 places |

## Classement par région et par capacité
Cette liste non exhaustive présente un aperçu des différentes salles de spectacle, d'une capacité supérieure à 300 personnes, par région en France.

### Auvergne-Rhône-Alpes
|                         | Nom de la salle                                   | Capacité maximum |
| ----------------------- | ------------------------------------------------- | ---------------- |
| Lyon                    | Halle Tony-Garnier                                | 17 000 places    |
| Lyon (Décines-Charpieu) | LDLC Arena                                        | 16 000 places    |
| Cournon-d'Auvergne      | Zénith d'Auvergne                                 | 9 400 places     |
| Albertville             | Halle Olympique                                   | 9 200 places     |
| Vienne                  | Théâtre antique de Vienne                         | 9 000 places     |
| Grenoble                | Palais des sports de Grenoble                     | 8 973 places     |
| Saint-Étienne           | Zénith de Saint-Étienne                           | 7 096 places     |
| Lyon                    | Palais des sports de Lyon                         | 6 500 places     |
| Chambéry                | Le Phare                                          | 6 000 places     |
| Roanne                  | Le Scarabée                                       | 5 500 places     |
| Bourg-en-Bresse         | Ekinox                                            | 5 110 places     |
| Grenoble                | Summum                                            | 5 000 places     |
| Villeurbanne            | Double Mixte                                      | 5 000 places     |
| Clermont-Ferrand        | Maison des Sports de Clermont-Ferrand             | 4 540 places     |
| Montluçon               | L'Athanor                                         | 4 250 places     |
| Saint-Étienne           | Palais des spectacles de Saint-Étienne            | 4 200 places     |
| Aurillac                | Le Prisme                                         | 4 000 places     |
| Annecy                  | L'Arcadium                                        | 3 300 places     |
| Lyon                    | Centre des congrès de Lyon - Amphithéâtre         | 3 200 places     |
| Montélimar              | Palais des Congrès Charles Aznavour               | 3 100 places     |
| Firminy                 | Le Firmament                                      | 3 000 places     |
| Bourg-en-Bresse         | Salle des Sports Amédée Mercier                   | 2 600 places     |
| Caluire                 | Radiant Bellevue                                  | 2 424 places     |
| Lyon                    | Auditorium Maurice-Ravel                          | 2 100 places     |
| Lyon                    | Bourse du Travail                                 | 1 950 places     |
| Villeurbanne            | Le Transbordeur                                   | 1 800 places     |
| Voiron                  | Grand Angle                                       | 1 700 places     |
| Davézieux               | Espace Mongolfier                                 | 1 500 places     |
| Clermont-Ferrand        | La Coopérative de mai                             | 1 500 places     |
| Vichy                   | Opéra de Vichy                                    | 1 400 places     |
| Saint-Étienne           | Le Fil                                            | 1 200 places     |
| Saint-Étienne           | Opéra-théâtre de Saint-Étienne                    | 1 200 places     |
| Evian                   | La grange au lac                                  | 1 200 places     |
| Saint Martin d'Hères    | L'heure bleue                                     | 1 200 placed     |
| Vals-près-le-Puy        | Centre culturel André Reynaud                     | 1 150 places     |
| Lyon                    | Maison de la danse                                | 1 140 places     |
| Lyon                    | Opéra de Lyon                                     | 1 100 places     |
| Grenoble                | MC2 (salle Georges-Lavaudant)                     | 1 028 places     |
| Saint-Chamond           | Salle Aristide-Briand                             | 1 000 places     |
| Ambérieu-en-Bugey       | Espace 1500                                       | 1 000 places     |
| Grenoble                | MC2 (auditorium)                                  | 998 places       |
| Châteauneuf-sur-Isère   | Palais des Congrès Sud Rhône Alpes                | 974 places       |
| Chambéry                | Espace Malraux                                    | 960 places       |
| Grenoble                | La Belle Électrique                               | 900 places       |
| Lyon                    | Salle Rameau                                      | 865 places       |
| Chambéry                | Le Scarabée                                       | 800 places       |
| Villefranche-sur-Saône  | Théâtre de Villefranche                           | 700 places       |
| Villeurbanne            | Théâtre National Populaire - salle Roger Planchon | 667 places       |
| Gerzat                  | Théâtre Municipal Cornillon                       | 650 places       |
| Annonay                 | Le Théâtre                                        | 648 places       |
| Fontaine                | La Source - Grande Salle                          | 620 places       |
| Le Puy-en-Velay         | Théâtre du Puy-en-Velay                           | 609 places       |
| Bourg-en-Bresse         | Théâtre de Bourg-en-Bresse                        | 600 places       |
| Lyon                    | Théâtre de la Croix-Rousse                        | 594 places       |
| Lyon                    | Ninkasi Kao                                       | 579 places       |
| Meylan                  | Hexagone                                          | 560 places       |
| Bourg-en-Bresse         | La Tannerie                                       | 550 places       |
| Seyssinet-Pariset       | L'ilyade                                          | 500 places       |
| Thiers                  | Espace                                            | 500 places       |
| Annecy                  | Brise-glace                                       | 483 places       |
| Vichy                   | Centre Culturel Valery Larbaud                    | 477 places       |
| Clermont-Ferrand        | La Petite Coopé                                   | 464 places       |
| Portes-lès-Valence      | Train Théâtre                                     | 445 places       |
| Oullins                 | Théâtre de La Renaissance                         | 430 places       |
| Beausemblant            | Salle de spectacle du Galaxy                      | 400 places       |
| Meylan                  | Maison de la Musique                              | 386 places       |
| Aurillac                | Théâtre                                           | 353 places       |
| Riom                    | La Puce à l'Oreille                               | 350 places       |
| Eybens                  | L'Odyssée                                         | 310 places       |

### Bourgogne-Franche-Comté
|                        | Nom de la salle                                     | Capacité maximum |
| ---------------------- | --------------------------------------------------- | ---------------- |
| Dijon                  | Zénith de Dijon                                     | 8 888 places     |
| Besançon               | Micropolis                                          | 7 256 places     |
| Montbéliard            | L'Axone                                             | 6 098 places     |
| Auxerre                | Auxerrexpo                                          | 5 500 places     |
| Lons-le-Saunier        | Juraparc                                            | 5 000 places     |
| Mâcon                  | Le Spot                                             | 5 000 places     |
| Chalon-sur-Saône       | Parc des expositions de Chalon-sur-Saône            | 4 500 places     |
| Besançon               | Palais des sports de Besançon                       | 4 200 places     |
| Dijon                  | Palais des sports de Dijon                          | 3 686 places     |
| Andelnans              | L'AtraXion                                          | 3 500 places     |
| Vesoul                 | Parc des expositions de Haute-Saône                 | 3 200 places     |
| Pontarlier             | Espace Pourny                                       | 2 800 places     |
| Dole                   | La Commanderie                                      | 2 500 places     |
| Voujeaucourt           | L'Espace La Cray                                    | 2 500 places     |
| Dijon                  | Auditorium de Dijon                                 | 1 600 places     |
| Autun                  | L'Eduen                                             | 1 500 places     |
| Chenôve                | Le Cèdre, Centre Culturel et de Rencontres          | 1 300 places     |
| Dijon                  | La Vapeur                                           | 1 200 places     |
| Chevigny-Saint-Sauveur | L'Ogive                                             | 1 200 places     |
| Besançon               | La Rodia                                            | 1 100 places     |
| Besançon               | Théâtre Ledoux                                      | 1 100 places     |
| Besançon               | Kursaal de Besançon                                 | 1 038 places     |
| Nevers                 | Maison de la Culture                                | 1 000 places     |
| Lons-le-Saunier        | Le Bœuf sur le Toit                                 | 900 places       |
| Vesoul                 | Théâtre Edwige-Feuillère                            | 700 places       |
| Brainans               | Le Moulin de Brainans                               | 700 places       |
| Dijon                  | Grand Théâtre de Dijon                              | 691 places       |
| Dijon                  | Parc des Expositions et Palais des Congrès de Dijon | 610 places       |
| Audincourt             | Le Moloco                                           | 600 places       |
| Arc-lès-Gray           | Espace Festi'Val                                    | 560 places       |
| Auxerre                | Le Théâtre                                          | 559 places       |
| Châtillon-sur-Seine    | Théâtre Gaston Bernard                              | 550 places       |
| Auxerre                | Le Silex                                            | 500 places       |
| Dijon                  | Théâtre des Feuillants                              | 500 places       |
| Valentigney            | Salle Georges Jonesco                               | 439 places       |
| Mâcon                  | La Cave à Musique                                   | 400 places       |
| Chauffailles           | Espace Culturel du Brionnais                        | 363 places       |
| Besançon               | Centre dramatique national Besançon Franche-Comté   | 337 places       |
| Grandvillars           | Salle polyvalente                                   | 313 places       |
| Chalon-sur-Saône       | La Péniche                                          | 300 places       |

### Bretagne
|                         | Nom de la salle                                      | Capacité maximum |
| ----------------------- | ---------------------------------------------------- | ---------------- |
| Brest                   | Parc des expositions de Penfeld                      | 12 000 places    |
| Lorient                 | Parc des expositions de Lanester                     | 8 000 places     |
| Morlaix                 | Lango - Parc des expositions de Langolvas            | 7 200 places     |
| Rennes                  | Musikhall - Parc Expo Rennes Aéroport                | 7 000 places     |
| Vannes                  | Le Chorus                                            | 7 000 places     |
| Rennes                  | Le Liberté                                           | 5 200 places     |
| Brest                   | Brest Arena                                          | 5 058 places     |
| Quimper                 | Pavillon de Quimper Cornouaille                      | 5 000 places     |
| Fougères                | Espace Aumaillerie                                   | 4 500 places     |
| Cesson-Sévigné          | Glaz Arena                                           | 4 500 places     |
| Carhaix                 | Espace Glenmor                                       | 3 200 places     |
| Guipavas                | L'Alizé                                              | 2 500 places     |
| Plougastel-Daoulas      | Espace Avel Vor                                      | 2 500 places     |
| Plouénan                | Le Cristal                                           | 2 500 places     |
| Saint-Brieuc            | Hermione                                             | 2 400 places     |
| Brest                   | Le Quartz                                            | 1 500 places     |
| Lorient                 | Océanis                                              | 1 500 places     |
| Quéven                  | Les Arcs                                             | 1 500 places     |
| La Forêt-Fouesnant      | Le Nautile                                           | 1 500 places     |
| Concarneau              | Centre des Arts et de la Culture                     | 1 400 places     |
| Argentré-du-Plessis     | Centre Culturel Le Plessis-Sevigné                   | 1 400 places     |
| Brest                   | La Carène                                            | 1 300 places     |
| Loudéac                 | Palais des Congrès et de la Culture                  | 1 275 places     |
| Saint-Brieuc            | Salle de Robien                                      | 1 250 places     |
| Briec                   | L'Arthémuse                                          | 1 200 places     |
| Pleyben                 | L'Arvest                                             | 1 200 places     |
| Rennes                  | La Cité                                              | 1 200 places     |
| Landivisiau             | Le Vallon                                            | 1 200 places     |
| Plougonvelin            | Espace Keraudy                                       | 1 200 places     |
| Guilers                 | L'Agora                                              | 1 160 places     |
| Ploudalmézeau           | L'Acardie                                            | 1 155 places     |
| Lorient                 | Grand Théâtre                                        | 1 000 places     |
| Vitré                   | Centre culturel Jacques Duhamel (salle Louis Jouvet) | 1 000 places     |
| Penmarch                | Cap Caval                                            | 1 000 places     |
| Plabennec               | Espace culturel Le Champ de foire                    | 980 places       |
| Ploemeur                | Océanis                                              | 980 places       |
| Vannes                  | Palais des Arts                                      | 850 places       |
| Lannion                 | Le Carré magique                                     | 842 places       |
| Landerneau              | Le Family                                            | 835 places       |
| Betton                  | La Confluence                                        | 821 places       |
| Lorient                 | L'Estran                                             | 800 places       |
| Quimper                 | Théâtre de Cornouaille                               | 700 places       |
| Rosporden               | L'Étincelle                                          | 700 places       |
| Plancoët                | SolenVal                                             | 700 places       |
| Callac                  | Le Bacardi                                           | 700 places       |
| Pont-l'Abbé             | Le Triskell                                          | 638 places       |
| Rennes                  | Auditorium Assomption                                | 600 places       |
| Pontivy                 | Palais des Congrès de Pontivy                        | 600 places       |
| Ergué-Gabéric           | L'Athéna                                             | 600 places       |
| Trégunc                 | Le Sterenn                                           | 600 places       |
| Rennes                  | L'Antipode MJC                                       | 600 places       |
| Guilvinec               | Le CLC                                               | 600 places       |
| Trégueux                | Bleu Pluriel                                         | 550 places       |
| Brest                   | Cabaret Vauban                                       | 500 places       |
| Guichen                 | Espace Galatée                                       | 450 places       |
| Saint-Pol-de-Léon       | Théâtre Sainte Thérèse                               | 450 places       |
| Saint-Brieuc            | La Citrouille                                        | 420 places       |
| Fouesnant               | L'Archipel                                           | 400 places       |
| Morlaix                 | Club Coatélan                                        | 400 places       |
| Rennes                  | L'Ubu                                                | 400 places       |
| Lanester                | Espace Jean Vilar                                    | 400 places       |
| Brasparts               | Gwernandour                                          | 400 places       |
| Plédran                 | Complexe Horizon                                     | 400 places       |
| Plozévet                | L'Avel Dro                                           | 390 places       |
| Lesneven                | L'Arvorik                                            | 350 places       |
| Rennes                  | MJC Bréquigny                                        | 350 places       |
| Châteaulin              | Cabaret Run Ar Puñs                                  | 350 places       |
| Rennes                  | Maison de quartier Villejean                         | 350 places       |
| Saint-Martin-des-Champs | Espace culturel Le Roudour                           | 300 places       |

### Centre-Val de Loire
|                     | Nom de la salle                                                         | Capacité maximum |
| ------------------- | ----------------------------------------------------------------------- | ---------------- |
| Tours               | Grand Hall                                                              | 14 000 places    |
| Orléans             | Co'met Arena                                                            | 10 000 places    |
| Bourges             | Le W (Printemps de Bourges)                                             | 8 500 places     |
| Orléans             | Zénith d'Orléans                                                        | 6 900 places     |
| Châteauroux         | M.A.CH 36                                                               | 5 100 places     |
| Chartres            | Le Colisée                                                              | 4 200 places     |
| Châteauroux         | Hall de Belle-Isle                                                      | 3 500 places     |
| Blois               | Salle du Jeu De Paume - La Grande Salle                                 | 3 200 places     |
| Bourges             | Le Palais d'Auron                                                       | 2 400 places     |
| Tours               | Centre international de congrès de Tours (Auditorium François 1er)      | 2 000 places     |
| Châteaudun          | Espace André Malraux                                                    | 1 200 places     |
| Châteauroux         | Salle Barbillat-Touraine                                                | 1 200 places     |
| Châteauroux         | Equinoxe scène nationale                                                | 1 100 places     |
| Blois               | Salle du Jeu De Paume - La Salle Annexe                                 | 1 000 places     |
| Joué-lès-Tours      | Espace Malraux                                                          | 1 000 places     |
| Tours               | Le Grand Théâtre                                                        | 970 places       |
| Vernouillet         | L'Atelier à Spectacles                                                  | 950 places       |
| Montlouis-sur-Loire | Espace Ligéria                                                          | 900 places       |
| Tours               | Centre international de congrès de Tours (Auditorium Pierre de Ronsard) | 700 places       |
| Blois               | La Halle aux Grains - L'Hémicycle                                       | 630 places       |
| Blois               | Chato'Do                                                                | 630 places       |
| Joué-lès-Tours      | Le Temps Machine                                                        | 600 places       |
| Tours               | Salle Thélème                                                           | 600 places       |
| La Riche            | La Pléiade                                                              | 550 places       |
| Notre-Dame-d'Oé     | Oesia                                                                   | 550 places       |
| Orléans             | L'Astrolabe                                                             | 550 places       |
| Chartres            | Théâtre de Chartres                                                     | 510 places       |
| Vierzon             | Théâtre Mac-Nab                                                         | 490 places       |
| Anet                | Dianetum (salle Du Bellay)                                              | 476 places       |
| Tours               | Le Nouvel Olympia                                                       | 470 places       |
| Tours               | Le Bateau Ivre                                                          | 450 places       |
| Saint-Avertin       | Le Nouvel Atrium                                                        | 400 places       |
| Blois               | All That Jazz - Les Lobis                                               | 400 places       |
| Blois               | Salle du Jeu De Paume - Les Salons Modulables                           | 400 places       |
| Blois               | All That Jazz                                                           | 390 places       |
| Tours               | Centre international de congrès de Tours (Auditorium Descartes)         | 350 places       |
| Châteauroux         | Salle Gaston-Couté                                                      | 324 places       |

### Corse
|           | Nom de la salle         | Capacité maximum |
| --------- | ----------------------- | ---------------- |
| Ajaccio   | U Palatinu              | 2 800 places     |
| Bastia    | Théâtre municipal       | 831 places       |
| Ajaccio   | Palais des congrès      | 800 places       |
| Sartène   | Théâtre de verdure      | 400 places       |
| Propriano | Le Théâtre              | 392 places       |
| Bastia    | Centre culturel Alb'Oru | 312 places       |

### Grand Est
Entre parenthèses est indiqué le nom de la commune sur laquelle est édifiée la salle.
|                          | Nom de la salle                           | Capacité maximum |
| ------------------------ | ----------------------------------------- | ---------------- |
| Nancy (Maxéville)        | Zénith de Nancy (amphithéâtre extérieur)  | 25 000 places    |
| Amnéville                | Galaxie                                   | 12 200 places    |
| Strasbourg (Eckbolsheim) | Zénith Strasbourg Europe                  | 12 079 places    |
| Colmar                   | Théâtre de Plein Air                      | 10 000 places    |
| Reims                    | Reims Arena                               | 9 000 places     |
| Nancy (Maxéville)        | Zénith de Nancy (salle couverte)          | 8 000 places     |
| Épernay                  | Le Hall Millesium                         | 8 000 places     |
| Strasbourg               | Hall Rhénus                               | 8 000 places     |
| Châlons-en-Champagne     | Le Capitole en Champagne                  | 7 000 places     |
| Troyes                   | Le Cube                                   | 6 284 places     |
| Metz                     | Les Arènes de Metz                        | 5 459 places     |
| Charleville-Mézières     | Parc des expositions                      | 5 000 places     |
| Epinal                   | Centre des congrès                        | 3 500 places     |
| Chaumont                 | Palestra Arena                            | 3 200 places     |
| Troyes                   | L'Espace Argence                          | 3 000 places     |
| Bar-le-Duc               | La Barroise                               | 2 300 places     |
| Saint-Dizier             | Les Fuseaux                               | 2 200 places     |
| Sausheim                 | Espace culturel Dollfus et noack          | 2 000 places     |
| Mutzig                   | Le Dôme de Mutzig                         | 1 500 places     |
| Waltembourg              | AirStrip                                  | 1 500 places     |
| Creutzwald               | Salle Baltus le Lorrain                   | 1 450 places     |
| Monswiller               | Espace Culturel et de Loisirs Le Zornhoff | 1 400 places     |
| Metz                     | L'Arsenal                                 | 1 354 places     |
| Remiremont               | Palais des Congrès                        | 1 350 places     |
| Colmar                   | Centre de Congrès                         | 1 328 places     |
| Strasbourg               | La Laiterie                               | 1 300 places     |
| Vittel                   | Palais des Congrès                        | 1 260 places     |
| Mulhouse                 | La Filature                               | 1 216 places     |
| Metz                     | Metz Congrès Robert Schuman               | 1 200 places     |
| Nancy                    | L'Autre Canal                             | 1 200 places     |
| Reims                    | La Cartonnerie                            | 1 200 places     |
| Sedan                    | Salle Marcillet                           | 1 160 places     |
| Troyes                   | Théâtre de Champagne                      | 1 080 places     |
| Ludres                   | L'Espace Chaudeau                         | 1 000 places     |
| Florange                 | La Passerelle                             | 1 000 places     |
| Stiring-Wendel           | Espace Les Anciennes Forges               | 900 places       |
| Sélestat                 | Tanzmatten                                | 850 places       |
| Nancy                    | Ensemble Poirel                           | 800 places       |
| Saint-Avold              | Centre culturel Pierre Messmer            | 800 places       |
| Reims                    | La Comédie C.D.N. de Reims                | 800 places       |
| Bischwiller              | La MAC - Relais culturel                  | 750 places       |
| Freyming-Merlebach       | Espace Théodore Gouvy                     | 700 places       |
| Saint-Julien-lès-Metz    | Le Capitole                               | 650 places       |
| Éloyes                   | Centre culturel                           | 650 places       |
| Montigny-lès-Metz        | Salle Europa                              | 600 places       |
| Hombourg-Haut            | Espace De Wendel                          | 600 places       |
| Forbach                  | Le Carreau                                | 593 places       |
| Lunéville                | Théâtre de la Méridienne                  | 560 places       |
| Troyes                   | La Chapelle Argence                       | 550 places       |
| Charleville-Mézières     | Le Forum                                  | 500 places       |
| Epinal                   | La Souris Verte                           | 500 places       |
| Maizières-lès-Metz       | Le Tram                                   | 455 places       |
| Metz                     | Les Trinitaires                           | 450 places       |
| Colmar                   | Le Grillen                                | 350 places       |
| Sedan                    | Pôle Culturel Calonne                     | 350 places       |
| Remiremont               | Centre culturel Gilbert Zaug              | 337 places       |
| Charleville-Mézières     | La Passerelle                             | 300 places       |

### Guadeloupe
|                | Nom de la salle                  | Capacité maximum |
| -------------- | -------------------------------- | ---------------- |
| Le Gosier      | Palais des sports                | 5 144 places     |
| Pointe-à-Pitre | Centre des arts et de la culture | 1 130 places     |
| Basse-Terre    | L'Artchipel                      | 500 places       |

### Guyane
|         | Nom de la salle | Capacité maximum |
| ------- | --------------- | ---------------- |
| Cayenne | Le Zéphir       | 1 254 places     |

### Hauts-de-France
|                       | Nom de la salle                          | Capacité maximum |
| --------------------- | ---------------------------------------- | ---------------- |
| Villeneuve-d'Ascq     | Arena du Stade Pierre-Mauroy             | 25 000 places    |
| Liévin                | Arena stade couvert de Liévin            | 14 000 places    |
| Douai                 | Gayant Expo                              | 11 500 places    |
| Lille                 | Zénith de Lille                          | 7 000 places     |
| Calais                | Salle Calypso                            | 6 683 places     |
| Amiens                | Zénith d'Amiens Métropole                | 6 000 places     |
| Dunkerque             | Le Kursaal                               | 5 500 places     |
| Lille                 | Le Grand Sud                             | 5 000 places     |
| Orchies               | Contact Pévèle Arena                     | 5 000 places     |
| Le Portel             | Le Chaudron                              | 4 600 places     |
| Margny-lès-Compiègne  | Le Tigre                                 | 4 500 places     |
| Beauvais              | Elispace                                 | 4 300 places     |
| Saint-Omer            | Sceneo                                   | 3 500 places     |
| Boulogne-sur-Mer      | L'Embarcadère                            | 3 000 places     |
| Douai                 | Hippodrome de Douai                      | 2 200 places     |
| Plailly               | Main basse sur la Joconde                | 2 000 places     |
| Plailly               | Théâtre de Poséidon                      | 2 000 places     |
| Lille                 | L'Aéronef                                | 1 945 places     |
| Lille                 | Nouveau Siècle                           | 1 800 places     |
| Lille                 | Colisée de Roubaix                       | 1 800 places     |
| Amiens                | Cirque Jules-Verne                       | 1 700 places     |
| Lille                 | Théâtre Sébastopol                       | 1 450 places     |
| Gravelines            | Scène Vauban                             | 1 400 places     |
| Saint-Quentin         | Le Splendid                              | 1 300 places     |
| Grande-Synthe         | Palais du Littoral                       | 1 200 places     |
| Anzin                 | Théâtre municipal                        | 1 200 places     |
| Lille                 | Théâtre du Casino Barrière Lille         | 1 200 places     |
| Saint-Amand-les-Eaux  | Pasino de Saint-Amand-les-Eaux           | 1 200 places     |
| Woincourt             | Vim'Arts                                 | 1 200 places     |
| Hazebrouck            | Espace Flandres                          | 1 100 places     |
| Amiens                | Grand Théâtre de la Maison de la culture | 1 068 places     |
| Arras                 | Artois expo - L'Auditorium               | 1 000 places     |
| Oignies               | Le Métaphone                             | 1 000 places     |
| Amiens                | Auditorium Jules-Verne Mégacité          | 1 000 places     |
| Hem                   | Le Zéphyr                                | 1 000 places     |
| Plailly               | Gaulois-Romains : le match               | 940 places       |
| Arras                 | Le Casino                                | 930 places       |
| Lille                 | Le Splendid                              | 900 places       |
| Abbeville             | Théâtre municipal d'Abbeville            | 804 places       |
| Orchies               | Le PACBO                                 | 800 places       |
| Valenciennes          | Le Phénix                                | 800 places       |
| Boulogne-sur-Mer      | Théâtre Monsigny                         | 737 places       |
| Bapaume               | Espace Isabelle de Hainaut               | 704 places       |
| Wasquehal             | The Black Lab                            | 666 places       |
| Tourcoing             | Le Grand Mix                             | 650 places       |
| Beauvais              | L'Ouvre-Boîte                            | 600 places       |
| Boulogne-sur-Mer      | La Faïencerie                            | 600 places       |
| Lomme                 | maison Folie Beaulieu Lomme              | 450 places       |
| Liévin                | Centre Arc en Ciel                       | 450 places       |
| Amiens                | Auditorium Henri-Dutilleux               | 370 places       |
| Saint-Martin-Boulogne | Centre culturel Georges-Brassens         | 350 places       |
| Louvroil              | Espace Culturel Casadesus                | 320 places       |
| Dunkerque             | Les 4 Ecluses                            | 300 places       |
| Loon-Plage            | Salle Rommel                             | 300 places       |

### Île-de-France
|                           | Nom de la salle                                    | Capacité maximum |
| ------------------------- | -------------------------------------------------- | ---------------- |
| Nanterre                  | Paris La Défense Arena                             | 40 000 places    |
| Paris                     | Accor Arena                                        | 20 300 places    |
| Paris                     | Adidas Arena                                       | 9 000 places     |
| Tremblay-en-France        | Arena Grand Paris                                  | 7 000 places     |
| Villebon-sur-Yvette       | Le Grand Dôme                                      | 6 400 places     |
| Paris                     | Zénith de Paris La-Villette                        | 6 293 places     |
| Boulogne-Billancourt      | La Seine musicale                                  | 6 000 places     |
| Paris                     | Dôme de Paris - Palais des Sports                  | 5 100 places     |
| Cergy-Pontoise            | Aren'ice                                           | 4 500 places     |
| Paris                     | Palais des congrès de Paris                        | 3 723 places     |
| Dammarie-les-Lys          | Espace Pierre Bachelet - La Cartonnerie            | 3 500 places     |
| Évry-Courcouronnes        | Arènes de l'Agora                                  | 2 800 places     |
| Paris                     | Le Grand Rex                                       | 2 702 places     |
| Paris                     | Salle Pleyel                                       | 2 546 places     |
| Paris                     | Philharmonie de Paris                              | 2 400 places     |
| Paris                     | Théâtre du Châtelet                                | 2 036 places     |
| Paris                     | Casino de Paris                                    | 2 000 places     |
| Paris                     | Olympia                                            | 1 996 places     |
| Paris                     | Maison de la Mutualité                             | 1 850 places     |
| Paris                     | Folies Bergère                                     | 1 679 places     |
| Paris                     | Théâtre Mogador                                    | 1 602 places     |
| Paris                     | Bataclan                                           | 1 497 places     |
| Paris                     | La Cigale                                          | 1 389 places     |
| Paris                     | Élysée Montmartre                                  | 1 380 places     |
| Chessy                    | Chaparral Theater                                  | 1 350 places     |
| Trappes                   | La Merise                                          | 1 200 places     |
| Boulogne-Billancourt      | La Seine musicale                                  | 1 150 places     |
| Chessy                    | Animagique                                         | 1 100 places     |
| Saint-Quentin-en-Yvelines | Théâtre de Saint Quentin en Yvelines               | 1 000 places     |
| Paris                     | Le Trianon                                         | 1 000 places     |
| Yerres                    | Salle du CEC                                       | 1 000 places     |
| Courbevoie                | Centre Événementiel                                | 1 000 places     |
| Élancourt                 | Le Prisme                                          | 999 places       |
| Longjumeau                | Théâtre municipal de Longjumeau                    | 956 places       |
| Paris                     | Bobino                                             | 885 places       |
| Bobigny                   | MC93 - Salle Oleg Efremov                          | 866 places       |
| Vauréal                   | Le Forum                                           | 858 places       |
| Rueil-Malmaison           | Théâtre André Malraux                              | 850 places       |
| Sartrouville              | Théatre de Sartrouville et des Yvelines            | 850 places       |
| Ris-Orangis               | Le Plan                                            | 830 places       |
| Les Ulis                  | Espace culture Boris Vian                          | 800 places       |
| Massy                     | Opéra de Massy                                     | 799 places       |
| Coulommiers               | Théâtre municipal de Coulommiers                   | 750 places       |
| Noisy-le-Grand            | Espace Michel Simon                                | 716 places       |
| Paris                     | Gaîté Lyrique                                      | 700 places       |
| Paris                     | Le Gibus                                           | 700 places       |
| Paris                     | Le Trabendo                                        | 700 places       |
| Saint-Maur-des-Fossés     | Salle Rabelais                                     | 674 places       |
| Enghien-les-Bains         | Théâtre Barrière                                   | 668 places       |
| Meaux                     | Théâtre du Luxembourg                              | 601 places       |
| Paris                     | Alhambra                                           | 600 places       |
| La Verrière               | Le Scarabée                                        | 600 places       |
| Roissy en brie            | La Grande Hall                                     | 583 places       |
| Saint-Cloud               | Les 3 Pierrots                                     | 582 places       |
| Paris                     | Glazart                                            | 570 places       |
| Brétigny-sur-Orge         | Théâtre Brétigny                                   | 551 places       |
| Versailles                | Théâtre Montansier                                 | 550 places       |
| Corbeil-Essonnes          | Théâtre de Corbeil-Essonnes                        | 547 places       |
| Sainte-Geneviève-des-Bois | Salle Gérard Philipe                               | 540 places       |
| Saint-Michel-sur-Orge     | Espace Marcel Carné                                | 530 places       |
| Provins                   | Centre Culturel et Sportif de Saint-Ayoul          | 530 places       |
| Brunoy                    | Théâtre de la vallée de l'Yerres                   | 500 places       |
| Paris                     | Le Divan du Monde                                  | 500 places       |
| Paris                     | La Maroquinerie                                    | 500 places       |
| Draveil                   | Théâtre Donald Cardwell                            | 500 places       |
| Paris                     | Théâtre de la Tour Eiffel                          | 450 places       |
| Guyancourt                | La Batterie                                        | 450 places       |
| Bois d'Arcy               | L'Abri-Blues                                       | 430 places       |
| Maurepas                  | Espace Albert Camus                                | 400 places       |
| Paris                     | Fondation Louis Vuitton                            | 400 places       |
| Paris                     | La Java                                            | 400 places       |
| Paris                     | Nouveau Casino                                     | 400 places       |
| Magny-les-Hameaux         | L'Estaminet Café Culture                           | 360 places       |
| Paris                     | L'Européen                                         | 350 places       |
| Paris                     | Point Éphémère                                     | 300 places       |
| Paris                     | Salon Gustave Eiffel (1er étage de la Tour Eiffel) | 300 places       |
| Limours                   | La Scène                                           | 300 à 600 places |

### Martinique
|                | Nom de la salle | Capacité maximum |
| -------------- | --------------- | ---------------- |
| Fort-de-France | L'Atrium        | 1 000 places     |

### Normandie
|                            | Nom de la salle                   | Capacité maximum |
| -------------------------- | --------------------------------- | ---------------- |
| Le Grand-Quevilly          | Zénith de Rouen                   | 7 900 places     |
| Caen                       | Zénith de Caen                    | 6 990 places     |
| Alençon                    | Parc Anova                        | 5 800 places     |
| Le Havre                   | Docks Océane                      | 5 000 places     |
| Le Havre                   | Carré des docks                   | 2 100 places     |
| Deauville                  | Centre international de Deauville | 1 500 places     |
| Coutances                  | Salle Marcel-Hélie                | 1 400 places     |
| Tinchebray-Bocage          | Le Colys’haie                     | 1 400 places     |
| Rouen                      | Théâtre des Arts                  | 1 352 places     |
| Forges-les-Eaux            | L'Espace Jean Bauchet             | 1 280 places     |
| Yvetot                     | L'Espace Les Vikings              | 1 200 places     |
| Rouen                      | Le 106                            | 1 148 places     |
| Caen                       | Théâtre de Caen                   | 1 072 places     |
| Caen                       | Le Cargö                          | 938 places       |
| Elbeuf                     | Cirque-Théâtre d’Elbeuf           | 900 places       |
| Saint-Lô                   | Le Normandy                       | 900 places       |
| Caen                       | Le grand auditorium               | 879 places       |
| Le Havre                   | Le Tetris                         | 815 places       |
| Condé-sur-Vire             | Condé Espace                      | 800 places       |
| Équeurdreville-Hainneville | L'Agora                           | 700 places       |
| Hérouville-Saint-Clair     | Théâtre d'Hérouville              | 700 places       |
| Saint-Marcel               | Centre Culturel Guy Gambu         | 700 places       |
| Alençon                    | La Luciole                        | 696 places       |
| Rouen                      | Chapelle Corneille                | 694 places       |
| Le Grand-Quevilly          | Théâtre Charles Dullin            | 666 places       |
| Argentan                   | Le quai des arts                  | 659 places       |
| Caen                       | Amphithéâtre Pierre Daure         | 640 places       |
| Saint-Étienne-du-Rouvray   | Théâtre Rive Gauche               | 611 places       |
| Hérouville-Saint-Clair     | Le Big Bang Café                  | 600 places       |
| Vire                       | Le Préau                          | 590 places       |
| Le Havre                   | Le Magic Mirrors                  | 550 places       |
| Cherbourg                  | Théâtre du trident                | 540 places       |
| Mézidon-Canon              | La Loco                           | 540 places       |
| Avranches                  | Salle Victor Hugo                 | 500 places       |
| Douvres-la-Délivrande      | Le Cube                           | 500 places       |
| Honfleur                   | Le grenier à sel                  | 500 places       |
| Déville-lès-Rouen          | Centre culturel Voltaire          | 486 places       |
| Vernon                     | Théâtre Yolande Moreau            | 480 places       |
| Deauville                  | Grand auditorium Barrière         | 480 places       |
| Maromme                    | L'espace culturel Beaumarchais    | 450 places       |
| Tourlaville                | Espace culturel Ferdinand Buisson | 450 places       |
| Hérouville-Saint-Clair     | La Fonderie                       | 445 places       |
| Mont-Saint-Aignan          | Studio 130                        | 440 places       |
| Sotteville-lès-Rouen       | Trianon Transatlantique           | 440 places       |
| Granville                  | L'Archipel                        | 430 places       |
| Caen                       | Le Cargö club                     | 420 places       |
| Bayeux                     | La Halle Ô Grains                 | 402 places       |
| Cherbourg                  | Théâtre de la butte               | 400 places       |
| La Glacerie                | Théâtre des miroirs               | 400 places       |
| Deauville                  | Théâtre du casino Barrière        | 384 places       |
| Saint-Lô                   | Salle Salvador Allende            | 350 places       |
| Bagnoles-de-l'Orne         | Théâtre Jean Gabin                | 346 places       |
| Cabourg                    | Théâtre du casino Partouche       | 300 places       |

### Nouvelle-Aquitaine
Entre parenthèses est indiqué le nom de la commune sur laquelle est édifiée la salle.
|                        | Nom de la salle                               | Capacité maximum                                                                       |
| ---------------------- | --------------------------------------------- | -------------------------------------------------------------------------------------- |
| Floirac                | Arkéa Arena                                   | 11 300 places                                                                          |
| Bayonne                | Arènes de Bayonne                             | 10 000 places                                                                          |
| Dax                    | Arènes de Dax                                 | 8 230 places                                                                           |
| Pau                    | Zénith Pyrénées de Pau                        | 7 500 places                                                                           |
| Bordeaux               | Patinoire de Mériadeck                        | 7 250 places                                                                           |
| L'Isle-d'Espagnac      | Espace Carat                                  | 7 000 places                                                                           |
| Boulazac Isle Manoire  | Le Palio                                      | 6 500 places                                                                           |
| Chasseneuil-du-Poitou  | Arena Futuroscope                             | 6 144 places                                                                           |
| Limoges                | Zénith de Limoges Métropole                   | 6 047 places                                                                           |
| Agen                   | Centre de congrès                             | 4 562 places                                                                           |
| Poitiers               | Parc Expo                                     | 4 500 places                                                                           |
| Niort                  | L'Acclameur                                   | 3 500 places                                                                           |
| Seignosse              | Le Tube - Les Bourdaines                      | 2 600 places                                                                           |
| Bressuire              | Bocapole                                      | 2 500 places                                                                           |
| Brive-la-Gaillarde     | Espace des trois provinces                    | 2 100 places                                                                           |
| Bordeaux               | Espace du Lac                                 | 2 000 places                                                                           |
| Villenave d'Ornon      | Espace d'Ornon                                | 2 000 places                                                                           |
| Villenave d'Ornon      | Le Cube                                       | 1 554 places                                                                           |
| Eysines                | Salle du Vigean                               | 1 499 places (800 assises)                                                             |
| Limoges                | Opéra-théâtre de Limoges                      | 1 484 places                                                                           |
| Bordeaux               | Auditorium                                    | 1 440 places                                                                           |
| Mérignac               | Le Pin Galant                                 | 1 410 places                                                                           |
| Saint-Jean-d'Illac     | Escapce culturel Querandau                    | 1 410 places debout. 474 places assises                                                |
| Biarritz               | Gare du Midi                                  | 1 400 places                                                                           |
| Mérignac               | Le Krakatoa                                   | 1 200 places                                                                           |
| Cenon                  | Le Rocher de Palmer                           | 1 200 places                                                                           |
| Bordeaux               | Salle des fêtes du Grand Parc                 | 1 200 places                                                                           |
| Chasseneuil-du-Poitou  | Palais des congrès                            | 1 150 places                                                                           |
| Châtellerault          | Angelarde-Complexe                            | 1 104 places                                                                           |
| Bordeaux               | Grand Théâtre                                 | 1 100 places                                                                           |
| Saujon                 | La Salicorne                                  | 1 100 places                                                                           |
| Poitiers               | Auditorium de Poitiers                        | 1 020 places                                                                           |
| Arcachon               | Olympia                                       | 1 000 places                                                                           |
| La Rochelle            | La Coursive                                   | 1 000 places                                                                           |
| Arcachon               | L'Olympia                                     | 1 000 places                                                                           |
| Pessac                 | Salle Bellegrave                              | 1 000 places                                                                           |
| Bordeaux               | Le Bien Public                                | 965 places debout (300 assises)                                                        |
| Limoges                | Salle des sœurs de la Rivière                 | 887 places                                                                             |
| Saint-Loubès           | La coupole                                    | 828 places                                                                             |
| Pau                    | Auditorium Alfred de Vigny                    | 800 places                                                                             |
| Langon                 | Les Carmes                                    | 794 places                                                                             |
| Anglet                 | Théâtre Quintaou                              | 792 places                                                                             |
| Saint-Médard-en-Jalles | Le carré des Jalles                           | 792 places                                                                             |
| Agen                   | Le Florida                                    | 750 places                                                                             |
| Lons                   | Espace James Chambaud                         | 750 places                                                                             |
| Saint-Benoit           | La Hune                                       | 748 places                                                                             |
| Boucau                 | Salle Apollo                                  | 727 places                                                                             |
| Poitiers               | Théâtre de Poitiers                           | 720 places                                                                             |
| Bordeaux               | Casino Théâtre Barrière de Bordeaux           | 718 places                                                                             |
| Poitiers               | Confort Moderne                               | 700 places                                                                             |
| Limoges                | Salle John Lennon                             | 699 places                                                                             |
| Bordeaux               | Rock School Barbey                            | 676 places                                                                             |
| Gujan-Mestras          | Le Miroir                                     | 650 places                                                                             |
| Bègles                 | Le Secteur                                    | 630 places                                                                             |
| Angoulême              | La nef                                        | 600 places                                                                             |
| Ambarès-et-Lagrave     | Pôle Culturel Ev@sion (Salle Didier Lockwood) | 600 places                                                                             |
| Buxerolles             | La Rotative                                   | 600 places                                                                             |
| Foix                   | L'estive                                      | 590 places                                                                             |
| Pau                    | Pôle Culturel du Foirail                      | 580 places                                                                             |
| Luxey                  | Les Cigales                                   | 550 places                                                                             |
| Créon                  | Les Arcades                                   | 519 places                                                                             |
| Bergerac               | Le Rocksane                                   | 500 places                                                                             |
| Périgueux              | Sans Réserve                                  | 500 places                                                                             |
| Marcheprime            | La caravelle                                  | 500 places                                                                             |
| Le Teich               | L'Ekla                                        | 500 places                                                                             |
| Ambès                  | Espace culturel des 2 Rives                   | 500 places                                                                             |
| Pessac                 | La Mac 3 à l'(S)pace’ Campus                  | 500 places                                                                             |
| Eysines                | Théâtre Jean Vilar                            | 490 places (sans gradins, 297 avec)                                                    |
| Le Haillan             | L’Entrepôt                                    | 456 places                                                                             |
| Bruges                 | Escape culturel Treulon                       | 454 places                                                                             |
| Saint-Denis-de-Pile    | L'accordeur                                   | 450 places                                                                             |
| Fargues-Saint-Hilaire  | Le carré des Forges                           | 450 places                                                                             |
| Saucats                | La Ruche                                      | 450 places (debout, 200 assises)                                                       |
| Dax                    | L’Atrium                                      | 450 places                                                                             |
| Gradignan              | Théâtre des 4 Saisons                         | 400 places                                                                             |
| Nouaillé-Maupertuis    | La Passerelle                                 | 398 places                                                                             |
| Andernos-les-Bains     | La Dolce Vita                                 | 350 places                                                                             |
| Limoges                | La Fourmi                                     | 300 places                                                                             |
| Biganos                | Espace Culturel Lucien Mounaix                | 300 places                                                                             |
| Tresses                | Le Reflet                                     | 264 places assises, jusqu'à près de 1500 places avec la salle d'expositions attenante. |

### Occitanie
Entre parenthèses est indiqué le nom de la commune sur laquelle est édifiée la salle.
|                          | Nom de la salle                                            | Capacité maximum |
| ------------------------ | ---------------------------------------------------------- | ---------------- |
| Montpellier (Pérols)     | Sud de France Arena                                        | 14 800 places    |
| Béziers                  | Arènes de Béziers                                          | 13 100 places    |
| Nîmes                    | Arènes de Nîmes                                            | 13 000 places    |
| Toulouse                 | Zénith de Toulouse Métropole                               | 11 000 places    |
| Perpignan                | Parc des expositions de Perpignan                          | 6 500 places     |
| Montpellier              | Zénith Sud                                                 | 6 300 places     |
| Cahors                   | Parc des expositions du Pays de Cahors                     | 6 000 places     |
| Le Sequestre             | Scénith d'Albi                                             | 5 000 places     |
| Toulouse                 | Palais des sports André-Brouat                             | 4 400 places     |
| Montpellier              | Palais des sports Pierre-de-Coubertin                      | 4 003 places     |
| Tournefeuille            | Le Phare                                                   | 3 500 places     |
| Muret                    | Salle Horizon Pyrénées                                     | 3 385 places     |
| Montpellier              | Palais des sports René-Bougnol                             | 3 000 places     |
| Montauban                | Salle Eurythmie                                            | 3 000 places     |
| Saint-Gaudens            | Le cube                                                    | 3 000 places     |
| Toulouse                 | Halle aux Grains                                           | 2 500 places     |
| Toulouse (Balma)         | Interference                                               | 2 500 places     |
| Montpellier              | Patinoire Végapolis                                        | 2 400 places     |
| Béziers                  | Zinga Zanga                                                | 2 300 places     |
| Montpellier              | Opéra Berlioz / Le Corum                                   | 2 010 places     |
| Carcassonne              | Centre de Congrès / Le Dôme                                | 2 000 places     |
| Montpellier              | Amphithéâtre d'O                                           | 1 800 places     |
| Bruguières               | Le Bascala                                                 | 1 800 places     |
| Ramonville-Saint-Agne    | Le Bikini                                                  | 1 500 places     |
| Rodez                    | Amphithéâtre                                               | 1 500 places     |
| Nîmes                    | Paloma                                                     | 1 356 places     |
| Mazamet                  | Palais des congrès                                         | 1 300 places     |
| Montpellier              | Opéra Comédie                                              | 1 200 places     |
| L'Union                  | La Grande Halle                                            | 1 200 places     |
| Toulouse                 | Casino-théâtre de Toulouse                                 | 1 200 places     |
| Le Garric                | Maison de la Musique de Cap Découverte                     | 1 200 places     |
| Perpignan                | Théâtre de l'Archipel                                      | 1 100 places     |
| Perpignan                | Auditorium Charles Trenet - Palais des Congrès G. Pompidou | 1 067 places     |
| Montpellier              | Le Rockstore                                               | 1 000 places     |
| Sérignan                 | La Cigalière                                               | 1 000 places     |
| Blagnac                  | Odyssud                                                    | 950 places       |
| Perpignan                | Le Médiator                                                | 885 places       |
| Albi                     | Théâtre des Cordeliers (Grande salle)                      | 900 places       |
| Toulouse                 | Théâtre national de Toulouse Midi-Pyrénées                 | 890 places       |
| Alès                     | Le Cratère                                                 | 885 places       |
| Saint-Estève             | Théâtre de l'Étang                                         | 800 places       |
| Montpellier              | Salle Pasteur / Le Corum                                   | 745 places       |
| Montpellier              | Victoire 2                                                 | 660 places       |
| Toulouse                 | Metronum                                                   | 650 places       |
| Caraman                  | Centre Culturel Antoine de Saint-Exupéry                   | 630 places       |
| Montpellier              | Théâtre Jean-Claude Carrière / Domaine d'O                 | 600 places       |
| Saint-Orens-de-Gameville | Altigone                                                   | 600 places       |
| Tarbes                   | Le Chaudron                                                | 600 places       |
| Tarbes                   | Théâtre des Nouveautés                                     | 588 places       |
| Montpellier              | Agora / Cité Internationale de la Danse                    | 587 places       |
| Montauban                | Théâtre Olympe de Gouge                                    | 550 places       |
| Castres                  | Lo Bolegason                                               | 525 places       |
| Perpignan                | Théâtre municipal Jordi Pere Cerdà                         | 500 places       |
| Thuir                    | Théâtre des Aspres                                         | 500 places       |
| Montpellier              | Théâtre des 13 vents                                       | 500 places       |
| Toulouse                 | Théâtre Sorano                                             | 430 places       |
| Toulouse                 | L'Usine à Musique                                          | 420 places       |
| Bagnols-sur-Cèze         | Centre Culturel Léo Lagrange                               | 419 places       |
| Montpellier              | Centre Rabelais                                            | 405 places       |
| Toulouse                 | La Dynamo                                                  | 400 places       |
| Toulouse                 | Salle Nougaro                                              | 400 places       |
| Montpellier              | Théâtre Jean-Vilar                                         | 374 places       |
| Montpellier              | Salle Molière / Opéra Comédie                              | 360 places       |
| Saint-Gaudens            | Théâtre Jean Marmignon                                     | 350 places       |
| Montpellier              | Salle Einstein / Le Corum                                  | 318 places       |
| Perpignan                | Auditorium Rolland - Palais des Congrès Georges Pompidou   | 300 places       |
| Perpignan                | Le Crock'More                                              | 300 places       |
| Rodez                    | Le Club Rodez                                              | 300 places       |

### Pays de la Loire
|                          | Nom de la salle                                           | Capacité maximum |
| ------------------------ | --------------------------------------------------------- | ---------------- |
| Nantes                   | Zénith de Nantes Métropole                                | 9 000 places     |
| Le Mans                  | Antarès                                                   | 8 077 places     |
| Chemillé-Melay           | Théâtre Foirail (Grande Hall)                             | 7 980 places     |
| Angers                   | Amphitéa                                                  | 7 500 places     |
| Trélazé                  | Arena Loire                                               | 6 500 places     |
| Cholet                   | Salle de la Meilleraie                                    | 5 191 places     |
| La Roche-sur-Yon         | Vendéspace                                                | 5 000 places     |
| Laval                    | Espace Mayenne                                            | 5 000 places     |
| Nantes                   | Le Lieu Unique                                            | 4 000 places     |
| Saint-Nazaire            | Palais des sports de Saint-Nazaire                        | 3 500 places     |
| Saint-Malô-du-Bois       | Théâtre de Verdure                                        | 3 000 places     |
| Laval                    | Salle polyvalente                                         | 2 980 places     |
| Saint-Nazaire            | Le Life                                                   | 2 500 places     |
| Pierric                  | Le Tilt                                                   | 2 000 places     |
| Nantes                   | Grand auditorium du centre des congrès                    | 1 970 places     |
| Le Mans                  | Palais des Congrès et de la Culture                       | 1 500 places     |
| Vallet                   | Le Champilambart                                          | 1 500 places     |
| Angers                   | Auditorium du centre de congrès d'Angers                  | 1 240 places     |
| Le Mans                  | L'Oasis                                                   | 1 200 places     |
| Nantes                   | Stereolux                                                 | 1 200 places     |
| Le Mans                  | Les Saulnières                                            | 1 000 places     |
| Beaupréau                | La Loge                                                   | 1 000 places     |
| Angers                   | Le Quai/Théâtre 900                                       | 971 places       |
| Angers                   | Le Chabada                                                | 900 places       |
| Nantes                   | Le Grand T                                                | 850 places       |
| Cholet                   | Théâtre Saint Louis                                       | 850 places       |
| Le Mans                  | Théâtre des Quinconces                                    | 825 places       |
| Les Sables-d'Olonne      | Centre de Congrès Les Atlantes / Auditorium Le Trois Mâts | 800 places       |
| Chemillé-Melay           | Théâtre Foirail (Théâtre)                                 | 778 places       |
| Bonchamp-lès-Laval       | Les Angenoises                                            | 750 places       |
| Ernée                    | Espace Clair de Lune                                      | 700 places       |
| La Flèche                | Salle Coppélia                                            | 700 places       |
| Angers                   | Théâtre Chanzy                                            | 687 places       |
| Laval                    | Le Théâtre                                                | 583 places       |
| Saint-Nazaire            | Le VIP                                                    | 550 places       |
| Château-Gontier          | Théâtre des Ursulines                                     | 534 places       |
| Nantes                   | Salle Paul Fort                                           | 503 places       |
| Ancenis                  | Le Théâtre Quartier Libre                                 | 495 places       |
| Le Mans                  | Théâtre de l'Espal                                        | 488 places       |
| Le Mans                  | Salle des Concerts                                        | 450 places       |
| Les Sables-d'Olonne      | Auditorium Saint Michel                                   | 433 places       |
| Le Lude                  | Espace Ronsard                                            | 425 places       |
| Sainte-Luce-sur-Loire    | Théâtre Ligéria                                           | 420 places       |
| Angers                   | Le Quai/Théâtre 400                                       | 400 places       |
| Angers                   | Chapelle des Ursules                                      | 380 places       |
| Saint-Barthelemy-d'Anjou | THV                                                       | 354 places       |
| Laval                    | Le 6PAR4                                                  | 330 places       |
| Le May-sur-Evre          | Espace Senghor                                            | 324 places       |
| Cholet                   | Le Jardin de Verre                                        | 300 places       |

### Provence-Alpes-Côte d'Azur
|                               | Nom de la salle                                  | Capacité maximum |
| ----------------------------- | ------------------------------------------------ | ---------------- |
| Arles                         | Arènes d'Arles                                   | 12 500 places    |
| Orange                        | Théâtre antique d'Orange                         | 10 000 places    |
| Nice                          | Palais Nikaia                                    | 9 000 places     |
| Martigues                     | La Halle de Martigues                            | 9 000 places     |
| Toulon                        | Zénith Oméga de Toulon                           | 8 875 places     |
| Aix-en-Provence               | Arena du Pays d'Aix                              | 8 500 places     |
| Marseille                     | Le Dôme                                          | 8 500 places     |
| Marseille                     | Palais des sports de Marseille                   | 7 600 places     |
| Avignon                       | Parc des expositions                             | 6 000 places     |
| Marseille                     | Palais omnisports                                | 5 600 places     |
| Fréjus                        | Amphithéâtre de Fréjus                           | 5 000 places     |
| Toulon                        | Palais des sports de Toulon                      | 4 700 places     |
| Vaison-la-Romaine             | Théâtre antique                                  | 4 635 places     |
| Le Cannet                     | La Palestre                                      | 4 500 places     |
| Digne-les-Bains               | Palais des Congrès                               | 3 390 places     |
| Nice                          | Théâtre de verdure de Nice                       | 3 200 places     |
| Marseille                     | Dock des Suds                                    | 2 800 places     |
| Marseille                     | Théâtre Silvain                                  | 2 800 places     |
| Nice                          | Palais des congrès Acropolis - salle Apollon     | 2 500 places     |
| Arles                         | Théâtre antique d'Arles                          | 2 500 places     |
| Cannes                        | Palais des Festivals - Auditorium Louis Lumière  | 2 309 places     |
| Marseille                     | Le Silo                                          | 2 118 places     |
| Aix-en-Provence               | Le 6MIC                                          | 1 850 places     |
| Marseille                     | Opéra municipal de Marseille                     | 1 800 places     |
| Marseille                     | Le Moulin                                        | 1 500 places     |
| Istres                        | L'Usine                                          | 1 400 places     |
| Marseille                     | Dock des Suds                                    | 1 400 places     |
| Aix-en-Provence               | Grand Théâtre de Provence                        | 1 366 places     |
| Toulon                        | Opéra de Toulon                                  | 1 329 places     |
| Aix-en-Provence               | Pasino                                           | 1 200 places     |
| Antibes                       | Théâtre Anthéa                                   | 1 200 places     |
| Ramatuelle                    | Théâtre de Verdure de Ramatuelle                 | 1 200 places     |
| Ollioules                     | Amphithéâtre de Châteauvallon (Scène Nationale)  | 1 167 places     |
| Avignon                       | Opéra d'Avignon                                  | 1 120 places     |
| Six-Fours-les-Plages          | Espace Malraux                                   | 1 100 places     |
| Nice                          | Opéra de Nice                                    | 1 083 places     |
| Cannes                        | Palais des Festivals - Théâtre Claude Debussy    | 1 065 places     |
| Marseille                     | Espace Julien                                    | 1 000 places     |
| Sanary-sur-Mer                | Théâtre Galli                                    | 975 places       |
| Marseille                     | Théâtre de l'Odéon                               | 900 places       |
| Fréjus                        | Le Forum                                         | 850 places       |
| Toulon                        | Palais des congrès de Toulon - auditorium Vauban | 798 places       |
| Draguignan                    | Théâtre de Draguignan                            | 735 places       |
| Menton                        | Théâtre Francis Palmero                          | 735 places       |
| Toulon                        | Théâtre Liberté - salle Albert Camus             | 701 places       |
| Nice                          | Théâtre Lino Ventura                             | 700 places       |
| Nice                          | Nikaia Live - Palais Nikaia                      | 700 places       |
| Marseille                     | Théâtre du Gymnase                               | 695 places       |
| Orange                        | Théâtre municipal                                | 650 places       |
| Hyères-les-Palmiers           | Auditorium du casino des Palmiers                | 617 places       |
| Martigues                     | Théâtre des Salins                               | 615 places       |
| Saint-Maximin-la-Sainte-Baume | La Croisée des Arts                              | 600 places       |
| Istres                        | Théâtre de l'Olivier                             | 574 places       |
| Cavaillon                     | Théâtre de Cavaillon                             | 507 places       |
| La Seyne-sur-Mer              | Théâtre du Casino JOA                            | 500 places       |
| Carqueiranne                  | Fort de La Bayarde                               | 480 places       |
| Sainte-Maxime                 | Le Carré Sainte-Maxime                           | 470 places       |
| Salon-de-Provence             | Théâtre Municipal Armand                         | 420 places       |
| Contes                        | Théâtre de l'Hélice                              | 450 places       |
| Châteauneuf-de-Gadagne        | Akwaba                                           | 420 places       |
| Ollioules                     | Châteauvallon-Scène nationale                    | 405 places       |
| Tarascon                      | Théâtre de Tarascon                              | 396 places       |
| Cannes                        | MJC Picaud                                       | 300 places       |

### La Réunion
|              | Nom de la salle | Capacité maximum |
| ------------ | --------------- | ---------------- |
| Saint-Pierre | Le Bato Fou     | 1 500 places     |

Le projet d'un Zénith du Port d'une capacité de 4000 à 10000 places a été abandonné en mai 2014.